# Eupraxia Feodorovna
Eupraxia Feodorovna, död 1348, var storfurstinna av Moskvariket 1345–1347, gift med storfurst Simeon av Moskva.
Äktenskapet upplöstes genom skilsmässa. 